# Guro Rundbråten
Guro Rundbråten (født 18. april 1990) er en norsk landsholdsspiller i håndbold. Hun spiller for Larvik HK og har spillet tidligere spillet for det norske landshold.